# Jägermeister

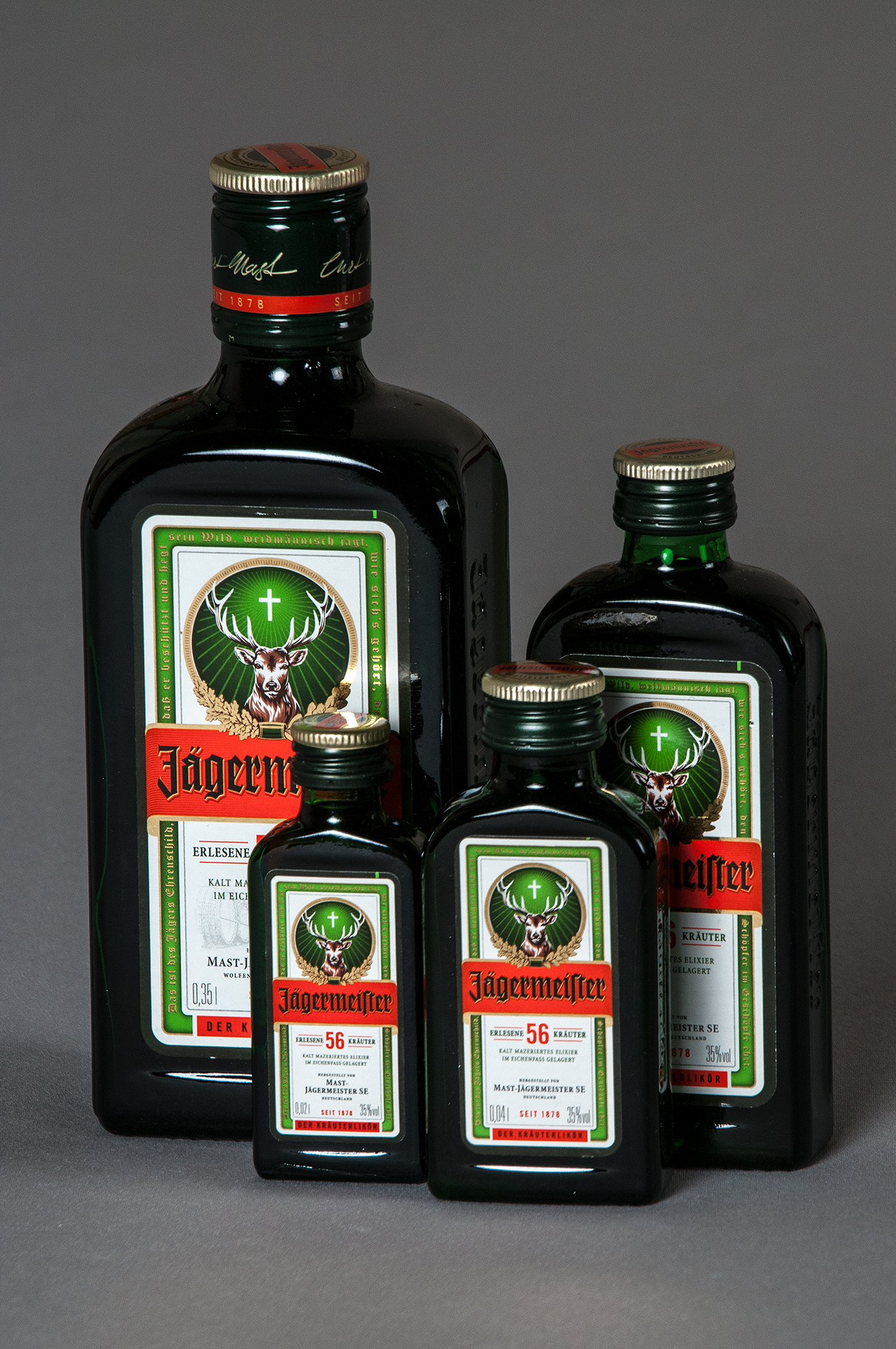
Flessen Jägermeister

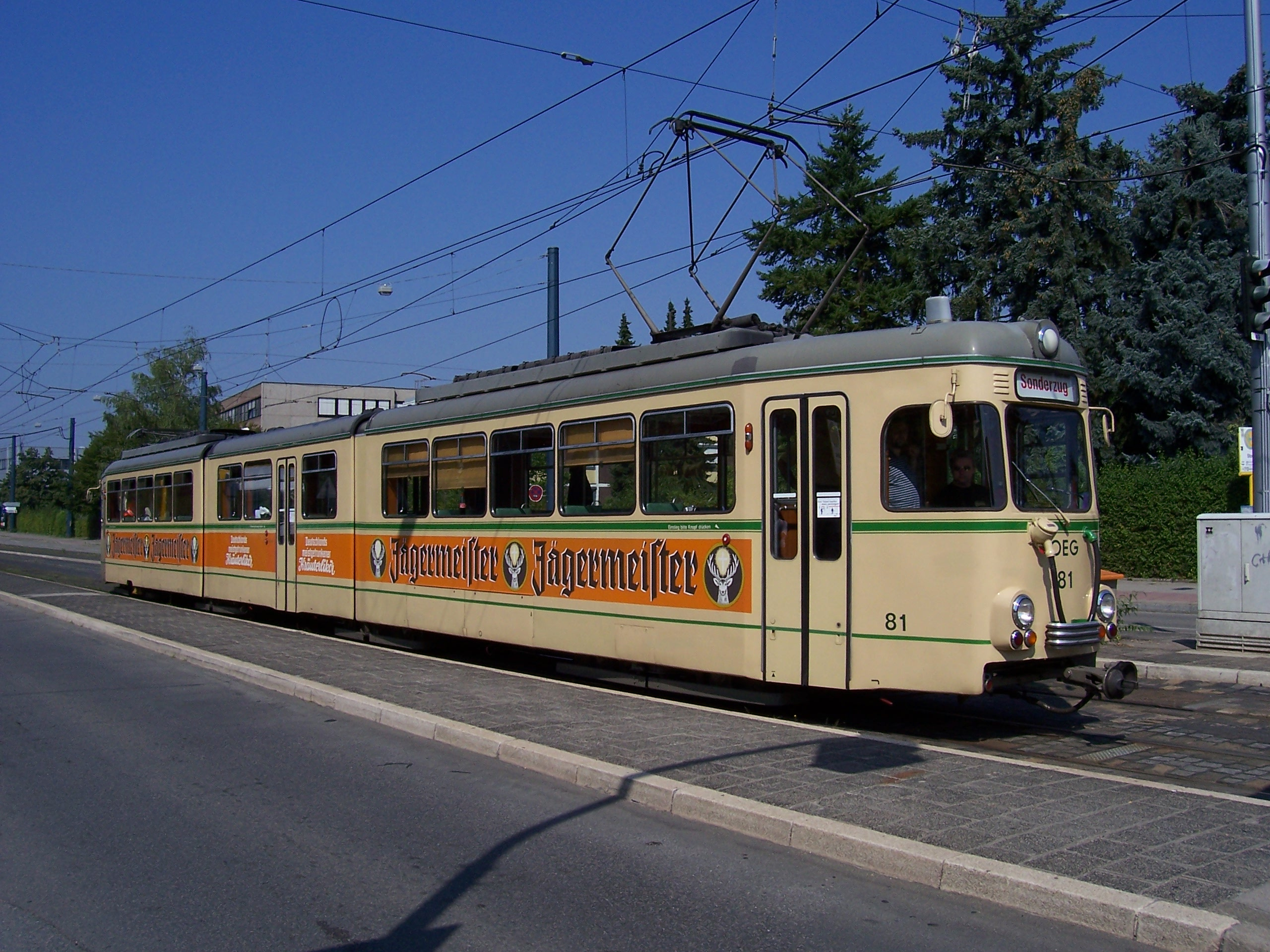
Een tram met Jägermeister-reclame

Jägermeister (Duits voor jachtmeester) is een kruidenbitter met 35% alcohol die in Wolfenbüttel in Duitsland vervaardigd wordt.
Het geheime recept voor Jägermeister dateert uit 1934 en bevat 56 kruiden. Van de 56 kruiden zijn er naar verluidt 50 bekend; de overige 6 worden geheimgehouden. In 1935 verscheen de drank op de Duitse markt. Sinds de jaren 1970 wordt hij geëxporteerd. In Nederland werd jarenlang reclame gemaakt met de slogan ... alleen als ie ijs- en ijskoud is. In 2017 kwam er de Engelstalige slogan ...it's a matter of taste er voor in de plaats.
Oorspronkelijk was de kruidendrank bedoeld als een geneesmiddel voor alles: een panacee. Hij werd gebruikt tegen een hardnekkig kuchje tot en met problemen met de ingewanden. In Duitsland wordt de likeur nog steeds als digestief gebruikt, en staat in de (medicijn)kast van vele Duitse huishoudens. Het drankje had een oude-mannenimago maar na marketingcampagnes heeft het een stoere uitstraling gekregen en wordt het ook in het uitgaansleven gedronken.
De likeur kan zowel puur (maar dan gekoeld) of als mixdrankje worden gebruikt. Hij kan traditioneel gemixt worden met sinaasappelsap of Coca-Cola, maar er bestaan ook speciale recepten in combinatie met cacao of melk. In een aantal landen bestaat de gewoonte de drank te mixen met de energiedrank Red Bull, een combinatie die Jägerbomb, Vliegend Hert of Turbojäger wordt genoemd. In Finland is de informele naam voor deze cocktail 'accuzuur'.

## Sint Hubertus
Het logo van Jägermeister is gebaseerd op de legende van Sint Hubertus, de beschermheilige van de jagers. Het logo toont de kop van een hert, met een verlicht kruis tussen de takken van het gewei. Op het etiket staat een citaat uit het gedicht Weidmannsheil van de Duitse boswachter, jager en ornitholoog Oskar von Riesenthal (1830-1898):
Das ist des Jägers Ehrenschild,
daß er beschützt und hegt sein Wild,
weidmännisch jagt, wie sich's gehört,
den Schöpfer im Geschöpfe ehrt.
Vertaald in het Nederlands luidt dit gedicht:
Dat is de erezaak van de jager
dat hij beschermt en koestert zijn wild
als jager jaagt zoals het betaamt
en de Schepper in het schepsel eert.
Een populaire bewering is dat het logo van Jagermeister nog een betekenis heeft. Het logo bestaat uit een edelhert (in het Engels: deer) in een rondje met een kruis daarboven. Dus Deer, de letter O, en God. Als je dit in volgorde leest, staat er symbolisch: O Dear God. Dit is echter ongeloofwaardig, aangezien het merk geheel Duits is.